# Muricea robusta
Muricea robusta is een zachte koraalsoort uit de familie Plexauridae. De koraalsoort komt uit het geslacht Muricea. Muricea robusta werd in 1866 voor het eerst wetenschappelijk beschreven door Verrill. 